# Sylvilagus varynaensis
Sylvilagus varynaensis — один из видов американских кроликов (Sylvilagus) из отряда зайцеобразных.

## Описание
Этот вид обитает в западной Венесуэле.

## Типовое местонахождение
«Fundo Millano (8°46' СШ и 69°56' ЗД), высота над уровнем моря 146 м, 18 км к северо-востоку от города Сабанета, округ Обиспос, штат Баринас [Венесуэла]».

## Экология
Его рацион состоит в значительной мере из растений рода Sida. Он обитает в низменных саваннах по близости от сухих субтропических лесов в пределах экорегиона Льянос. Это самый крупный из трёх видов Зайцеобразных, известных из Южной Америки. Длина его тела составляет около 44 см, а самки могут быть несколько крупнее. Размножение происходит в течение трёх кварталов года, но чаще всего с сентября по декабрь. Средний размер выводка — 2,6 молодых. Период беременности составляет 35 дней. Возможные угрозы для существования вида — это разрушение местообитаний в результате вырубок леса и сельскохозяйственных преобразований, перевыпас скота и охота.